# Caranx rhonchus
Caranx rhonchus is een straalvinnige vissensoort uit de familie van horsmakrelen (Carangidae). De wetenschappelijke naam van de soort is voor het eerst geldig gepubliceerd in 1817 door Geoffroy Saint-Hilaire.

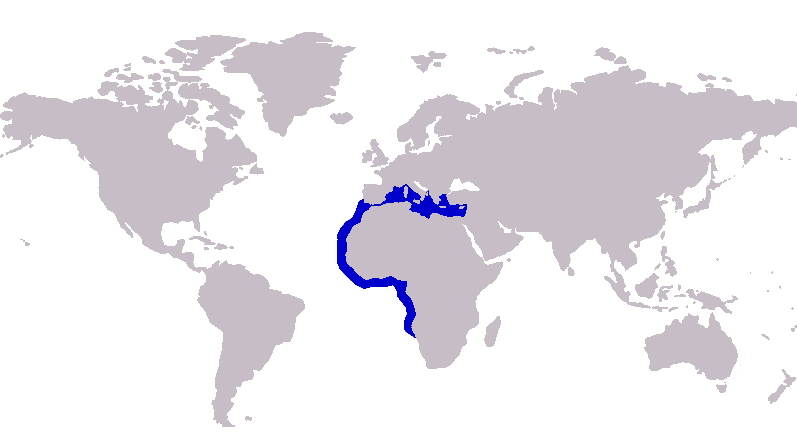
Verspreidingsgebied van Caranx rhonchus